# 朱震 (东汉)
朱震（?—?），字伯厚，陈留郡（今河南省开封市东南）人，中国东汉官員。
朱震开始担任州从事，不畏强御。曾上奏济阴郡太守单匡贪赃之罪，牵连单匡兄长中常侍车骑将军单超。汉桓帝把单匡下到廷尉治罪，又斥责单超，单超前往牢狱谢罪。三府的民谚说：“车如鸡栖马如狗，疾恶如风朱伯厚。”转任铚县（今安徽宿州市西）令。
汉灵帝建宁元年（168年），陈蕃因谋诛宦官，被宦官曹节等杀害，朱震是陈蕃的好友，听说後，于是弃官收葬陈蕃尸体，藏匿其子陈逸到甘陵县。事发下狱，全家被抓。备受酷刑，誓死不说，陈逸于是得活。黄巾起义爆发，大赦党人，于是追还陈逸，陈逸官至鲁相。